# Demínka

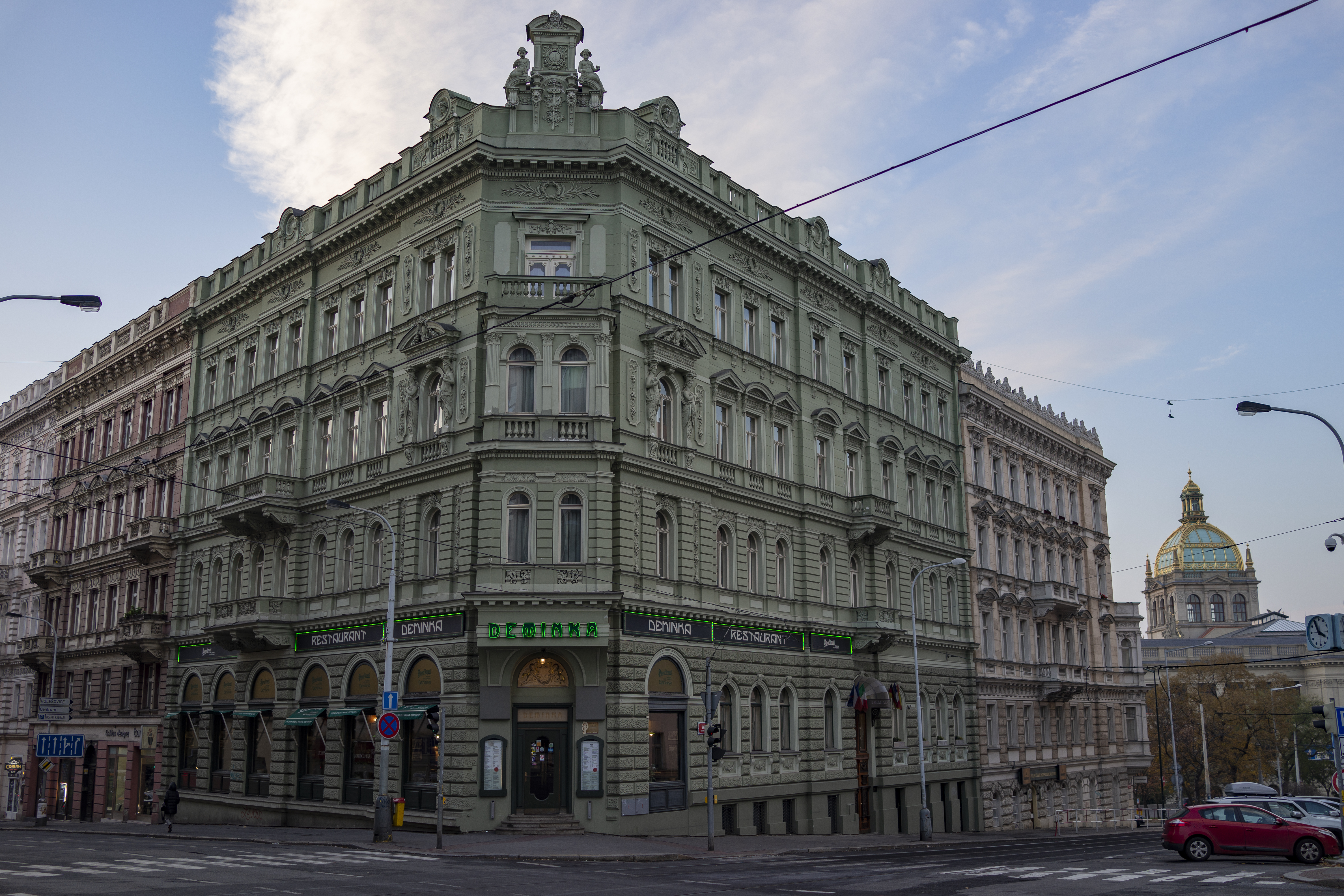
Budova s restaurací a kavárnou

Demínka je restaurace (dříve též kavárna) v Praze na Vinohradech, na rohu Škrétovy a Anglické (původně Palackého) ulice. Byla založena roku 1886 Josefem Demínem, bývalým vrchním číšníkem na pražském státním nádraží, na místě, kde předtím v letech 1876 až 1885 stálo dřevěné Nové české divadlo. Po Demínovi ji převzal Josef Čížek a později řezník Josef Michnovský. Na počátku 20. století se v Demínce scházeli anarchističtí básníci, navštěvovali ji i prezidenti České republiky Václav Havel, Václav Klaus, ale také Jaroslav Hašek, Fráňa Šrámek, Stanislav Kostka Neumann, Jiří Mahen, František Gellner či Rudolf Těsnohlídek a po první světové válce se v ní setkávali např. bratři Čapkové s Františkem Langrem. Roku 1997 byla Demínka uzavřena a v roce 2002 po rekonstrukci opět otevřena.